# Mixtape

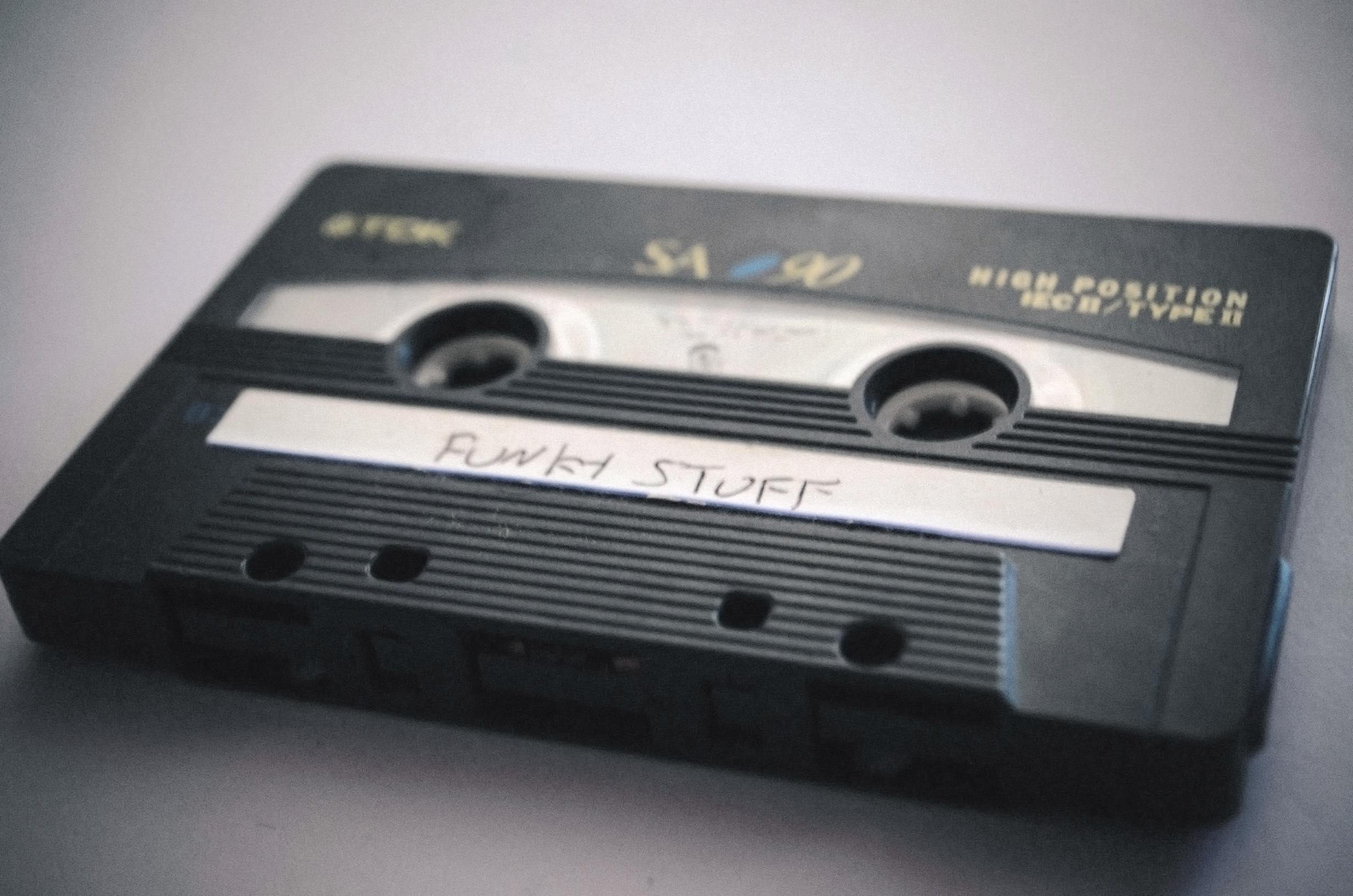
Một hộp băng cassette

Mixtape là một thuật ngữ trong ngành công nghiệp âm nhạc. Lần đầu tiên xuất hiện vào những năm 1980, từ này dùng để chỉ một cuốn băng cát-sét, CD tự thu âm nghiệp dư. 
Riêng trong dòng nhạc hip hop và R&B, mixtape được coi là một album không chính thức mà nghệ sĩ tự thu âm và phát hành. Tới những năm 2010, mixtape được phát hành chính thức như một album phòng thu hoặc EP.